# Acetato di n-butile
L'acetato di n-butile è un estere dell'acido acetico e dell'1-butanolo.
A temperatura ambiente si presenta come un liquido incolore dall'odore fruttato, che ricorda vagamente la banana. È un composto infiammabile.